# Zuihō (lớp tàu sân bay)
Lớp tàu sân bay Zuihō (tiếng Nhật: 瑞鳳型航空母艦; Zuihō-gata kōkūbokan) bao gồm hai tàu sân bay hạng nhẹ được Hải quân Đế quốc Nhật Bản sử dụng trong Chiến tranh Thế giới thứ hai. Cả hai chiếc trong lớp đều được cải biến từ các tàu tiếp liệu tàu ngầm.

## Phát triển
Vào giữa những năm 1930, Hải quân Đế quốc Nhật Bản quyết định chế tạo một lớp tàu tiếp liệu tàu ngầm bao gồm hai chiếc, vốn có thể khi cần thiết sẽ cải biến được thành một tàu sân bay hạng nhẹ. Chiếc đầu tiên trong lớp, Tsurugisaki, được đưa ra hoạt động như một tàu tiếp liệu tàu ngầm vào năm 1939. Công việc chế tạo chiếc thứ hai, Takasaki, bị ngưng lại không lâu sau khi hạ thủy và được quyết định sẽ hoàn tất như một tàu sân bay. Nó được hoàn thành dưới tên gọi Zuihō và đưa ra hoạt động vào tháng 12 năm 1940. Đến đầu năm 1941, tàu tiếp liệu tàu ngầm Tsurugisaki được rút khỏi hoạt động, cùng được cải biến thành một tàu sân bay và đưa ra hoạt động vào ngày 22 tháng 12 năm 1941 dưới tên gọi Shōhō.

## Lịch sử hoạt động
Shōhō trở thành chiếc tàu sân bay Nhật Bản đầu tiên bị đánh chìm trong chiến tranh tại Thái Bình Dương, khi bị máy bay từ các tàu sân bay Mỹ Yorktown và Lexington đánh chìm trong trận chiến biển Coral ngày 7 tháng 5 năm 1942. Zuihō tham gia trận chiến quần đảo Santa Cruz và trận chiến biển Philippine trước khi bị đánh chìm trong trận chiến mũi Engaño, một phần của trận chiến vịnh Leyte, vào ngày 25 tháng 10 năm 1944 khi hoạt động như một lực lượng nhữ mồi.

## Những chiếc trong lớp
| Tàu                        | Đặt lườn            | Hạ thủy             | Hoạt động            | Số phận                                                       |
| Zuihō (瑞鳳) (Takasaki)    | 20 tháng 6 năm 1935 | 19 tháng 6 năm 1936 | 27 tháng 12 năm 1940 | Bị đánh chìm 25 tháng 10 năm 1944 trong trận chiến vịnh Leyte |
| Shōhō (祥鳳) (Tsurugisaki) | 3 tháng 12 năm 1934 | 1 tháng 6 năm 1935  | 15 tháng 1 năm 1939  | Bị đánh chìm 7 tháng 5 năm 1942 trong trận chiến biển Coral   |